# سبيرو هاريت
سبيرو هاريت (بالرومانية: Spiru Haret) (و. 1851 – 1912 م) هو رياضياتي، وفيزيائي، وعالم فلك، واجتماعي، وسياسي من رومانيا. ولد في ياش.
توفي في بوخارست، عن عمر يناهز 61 عاماً.

## التعليم
تعلم في جامعة باريس، وجامعة بوخارست.

## مناصب وهيئات
أدار جامعة بوخارست.